# Nippocryptus vittatorius

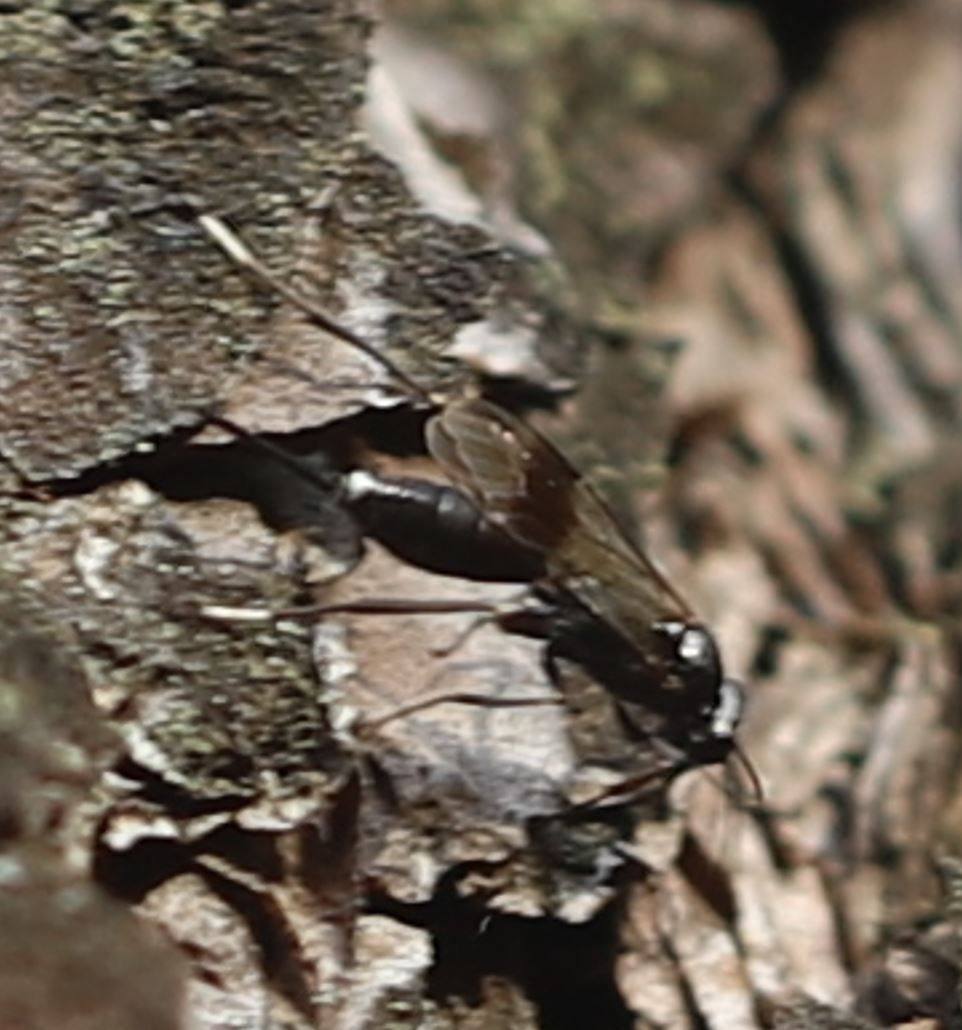
Weibchen an einem Kiefernstamm

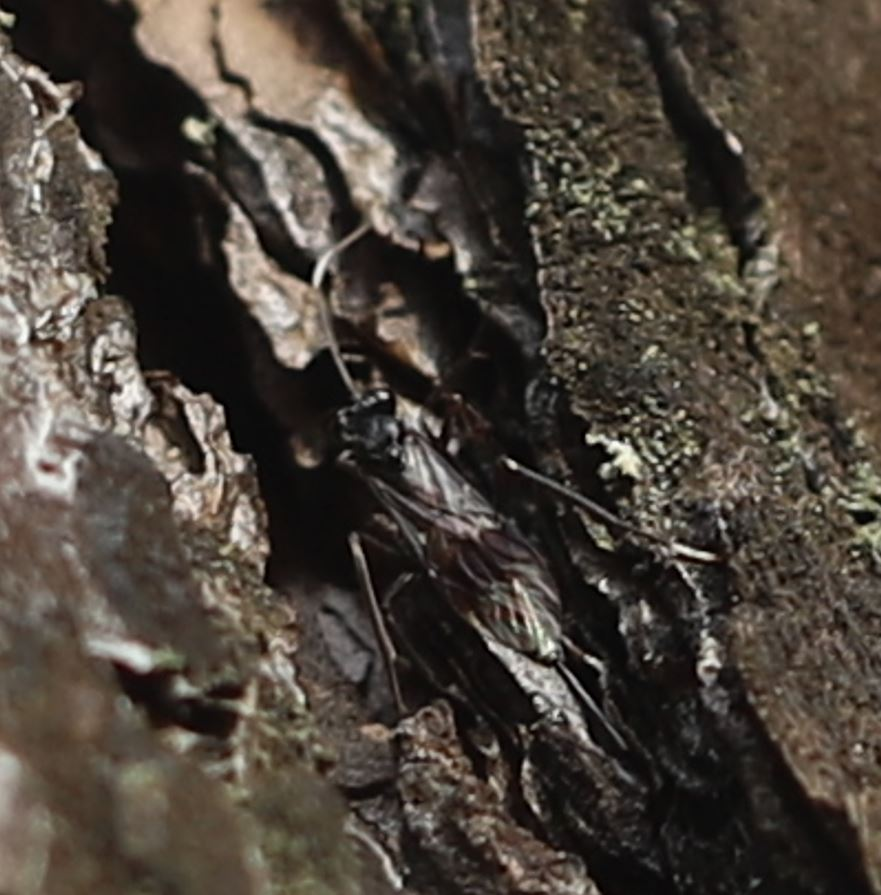
Weibchen an einem Kiefernstamm

Nippocryptus vittatorius ist eine Schlupfwespe aus der Tribus Cryptini innerhalb der Unterfamilie der Cryptinae. Die Art wurde von dem Schweizer Entomologen Louis Jurine im Jahr 1807 als Ichneumon vittatorius erstbeschrieben. Sie ist die Typusart der Gattung Nippocryptus.

## Merkmale
Die Art weist einen Geschlechtsdimorphismus auf. Die überwiegend schwarz gefärbten Weibchen sind 8–11,3 mm lang, die schwarz oder selten braun gefärbten Männchen sind 5,5–9,1 mm lang. Die Notauli (Längsfurchen auf den Seiten des Mesoscutum) der weiblichen Schlupfwespen sind kräftig. Die 28–29-gliedrigen Fühler der Weibchen weisen auf halber Länge ein weißes Band auf. Weiß gefärbt sind außerdem der Fühlersattel, ein Fleck neben den Fühlern, die äußere Orbitae (Augenhöhle) zum Teil sowie die Frontalorbitae und die Collare. Gelegentlich ist das Pronotum lateral oben weiß gefärbt, seltener der Subtegularsulcus. Häufig befinden sich zwei weiße Flecke auf dem Schildchen (Scutellum). Die Beine sind rotbraun bis schwarz gefärbt. Die mittleren und hinteren Tibien weisen an der Basis eine Weißfärbung auf. Das zweite, dritte und vierte Glied der hinteren Tarsen sind weiß. Die Oberseite des Hinterleibsendes ist ebenfalls weiß gefärbt. Der mittellange Legestachel (Ovipositor) ist gewöhnlich gerade nach hinten gerichtet. Die Palpen sind braun. Der Clypeus und die Mandibeln sind teilweise rötlich gefärbt. Die Vorderflügel weisen auf Höhe der Pterostigmata eine deutlich erkennbare rotbraun bis dunkelbraun gefärbte Querbinde auf.
Die schwarzen Fühler der Männchen weisen 29–31 Fühler auf. An den Gliedern 15/16–17/18 befinden sich Tyloide (drüsige Sensillenfelder). Gesicht, Clypeus, Labrum, Mandibeln außer den Zähnen, die Palpen, der Scapus ventral, die Frontal- und Vertikalorbitae, die äußeren Orbitae größtenteils, Collare, Pronotum lateral oben und unten, die Tegulae, Subtegularsulcus, Scutellum, Postscutellum sind weiß bis weißlich-gelb gefärbt. Eine Reihe weiterer weißlich-gelber Flecke finden sich am Thorax, am Hinterleib sowie an den Beinen.

## Verbreitung
Nippocryptus vittatorius ist in der Paläarktis heimisch. Die Art ist in Süd- und Mitteleuropa weit verbreitet, gilt jedoch als mäßig selten. In Kanada, Neuseeland und Südafrika wurde die Art eingeführt.

## Lebensweise
Die Schlupfwespen beobachtet man hauptsächlich im Herbst. Die Weibchen suchen die Rinde von Kiefern und vermutlich auch anderer Bäume nach geeigneten Wirtslarven und -puppen ab. Dabei wandern sie den Baumstamm nach oben. Die Schlupfwespen parasitieren die Puppen verschiedener Schmetterlinge. Als Wirte gelten Echte Sackträger (Psychidae) sowie Vertreter der Gattung Cydia aus der Familie der Wickler (Tortricidae). In der Gattung Cydia gibt es mehrere Arten mit rindenbewohnenden Raupen.

## Taxonomie
In der Literatur finden sich folgende Synonyme:
- Nippocryptus sexannulatus (Gravenhorst, 1829)
- Nippocryptus suzukii Matsumura, 1936
- Hemiteles suzukii Matsumura, 1936
- Caenocryptus transsylvanicus Kiss, 1933